# Simon Ludders
Simon Ludders (* vor 1994 im Vereinigten Königreich) ist ein britischer Schauspieler und Drehbuchautor.

## Leben
Die Schauspielausbildung absolvierte Simon Ludders auf dem Royal Welsh College of Music and Drama. Seinen ersten Fernsehauftritt hatte Ludders 1994 mit einer Gastrolle in der Fernsehserie Shakespeare: The Animated Tales. Es folgten mehrere Auftritte in Filmen und Fernsehserien. 2006 erhielt er die Hauptrolle des Renfield in der Fernsehserie Young Dracula. Diese spielte er bis 2014. Von 2009 bis 2011 war er in 16 Folgen der Fernsehserie Gigglebiz zu sehen. 2011 stellte er den Sportlehrer Mr. Swan in Becoming Human dar. 2013 spielte er Trevor Smith in der Fernsehserie Broadchurch. 2014 stellte Ludders Luke Jarvis in der Fernsehserie Doctors dar. Neben Filmen und Fernsehen ist Ludders auch im Theater zu sehen. Er hatte Auftritte in Macbeth, Julius Caesar, Henry V, Hamlet und Love’s Labours Lost. Außerdem ist er auch als Drehbuchautor tätig.

## Filmografie (Auswahl)

### Schauspieler
- 1994: Shakespeare: The Animated Tales (Fernsehserie, 1 Folge)
- 1996: Darklands
- 2002: I’m Alan Partridge (Fernsehserie, 3 Folgen)
- 2003: Kalender Girls
- 2003–2004: My Family (Fernsehserie, 2 Folgen)
- 2004: The Bill (Fernsehserie, 1 Folge)
- 2006: Doctor Who (Fernsehserie, 1 Folge)
- 2006: Green Wing (Fernsehserie, 1 Folge)
- 2006–2014: Young Dracula (Fernsehserie, 66 Folgen)
- 2008: Hautnah – Die Methode Hill (Fernsehserie, 1 Folge)
- 2009: Scoop (Fernsehserie, 13 Folgen)
- 2009–2011: Gigglebiz (Fernsehserie, 16 Folgen)
- 2010: New Tricks – Die Krimispezialisten (Fernsehserie, 1 Folge)
- 2011: Becoming Human (Fernsehserie, 5 Folgen)
- 2013: Broadchurch (Fernsehserie, 6 Folgen)
- 2014: Doctors (Fernsehserie, 1 Folge)
- 2018: EastEnders (2 Folgen)
- seit 2020: Miss Scarlet and The Duke (Fernsehserie)
- 2024: Winter Palace (Fernsehserie, 8 Folgen)

### Drehbuch
- 1999: Lucky Bag (Fernsehserie)
- 2001: TV to Go (Fernsehserie)
- 2005: The Last Child of the Sixties (Kurzfilm)
- 2007–2010: The Armstrong and Miller Show (Fernsehserie, 11 Folgen)
- 2011: Gigglebiz (Fernsehserie, 2 Folgen)
- 2011: Tati's Hotel (Fernsehserie, 2 Folgen)
- 2012–2013: Stella (Fernsehserie, 4 Folgen)